# Бурас (Луизијана)
Бурас (енгл. Buras) насељено је место без административног статуса у америчкој савезној држави Луизијана.

## Демографија
По попису из 2010. године број становника је 945.
| Група             | 2000.    | 2010.       |
| Белци             | 0 (0,0%) | 564 (59,7%) |
| Афроамериканци    | 0 (0,0%) | 64 (6,8%)   |
| Азијати           | 0 (0,0%) | 210 (22,2%) |
| Хиспаноамериканци | 0 (0,0%) | 31 (3,3%)   |
| Укупно            | 0        | 945         |